# Diapaga
Diapaga este un oraș din provincia Tapoa, Burkina Faso.